# Ferme solaire de Limondale
La ferme solaire de Limondale est une ferme solaire située au sud de Balranald, dans le sud-ouest de la Nouvelle-Galles du Sud, en Australie. À la date de son achèvement, il s'agit de la plus grande ferme solaire d'Australie.

## Description
Elle appartient à la société allemande RWE (via la filiale Belectric Solar and Battery) et a été construite par la société d'ingénierie australienne Downer Group,.
Le site est adjacent à une sous-station Transgrid 220 kV. Le développement reçoit l'autorisation de planification du gouvernement de Nouvelle-Galles du Sud le 1er septembre 2017. La construction commence en octobre 2018 et s’achève en 2020.
Immédiatement au sud de la ferme solaire de Limondale se trouve la ferme solaire de Sunraysia.